# Церковь Святого Александра Невского (Иерусалим)

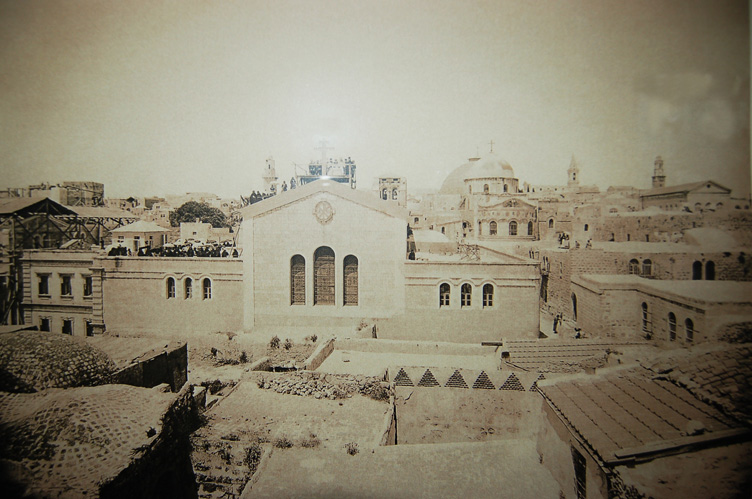
Александровское подворье ИППО с церковью св. Александра Невского. Фото монаха Иосифа 1896 г.

Це́рковь Свято́го Алекса́ндра Не́вского в Иерусалиме — русский православный храм в комплексе Александровского подворья Императорского православного палестинского общества в старом городе Иерусалима.

## История возникновения

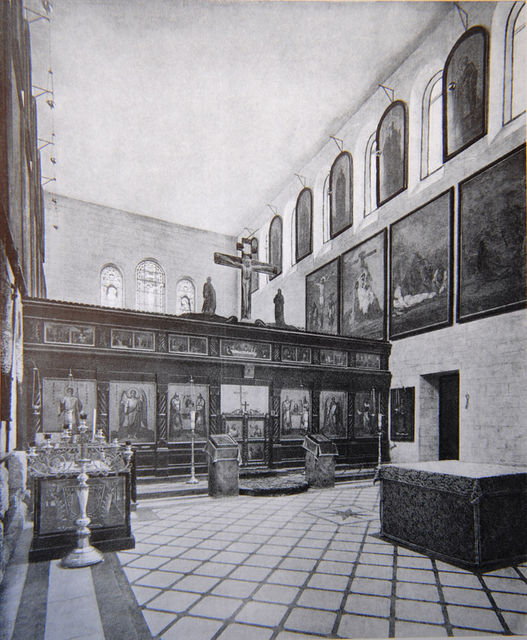
Фото монаха Иосифа. 1907

Церковь Святого благоверного князя Александра Невского в Иерусалиме была задумана руководством Императорского православного палестинского общества (ИППО) как храм-памятник основателю ИППО — императору Александру III.
При изысканиях на Русском месте в старом городе Иерусалима, проведённых с 1861 по 1884 год, были найдены археологические древности, прежде всего, Порог Судных Врат, через которые переступал Иисус Христос, ведомый на казнь.

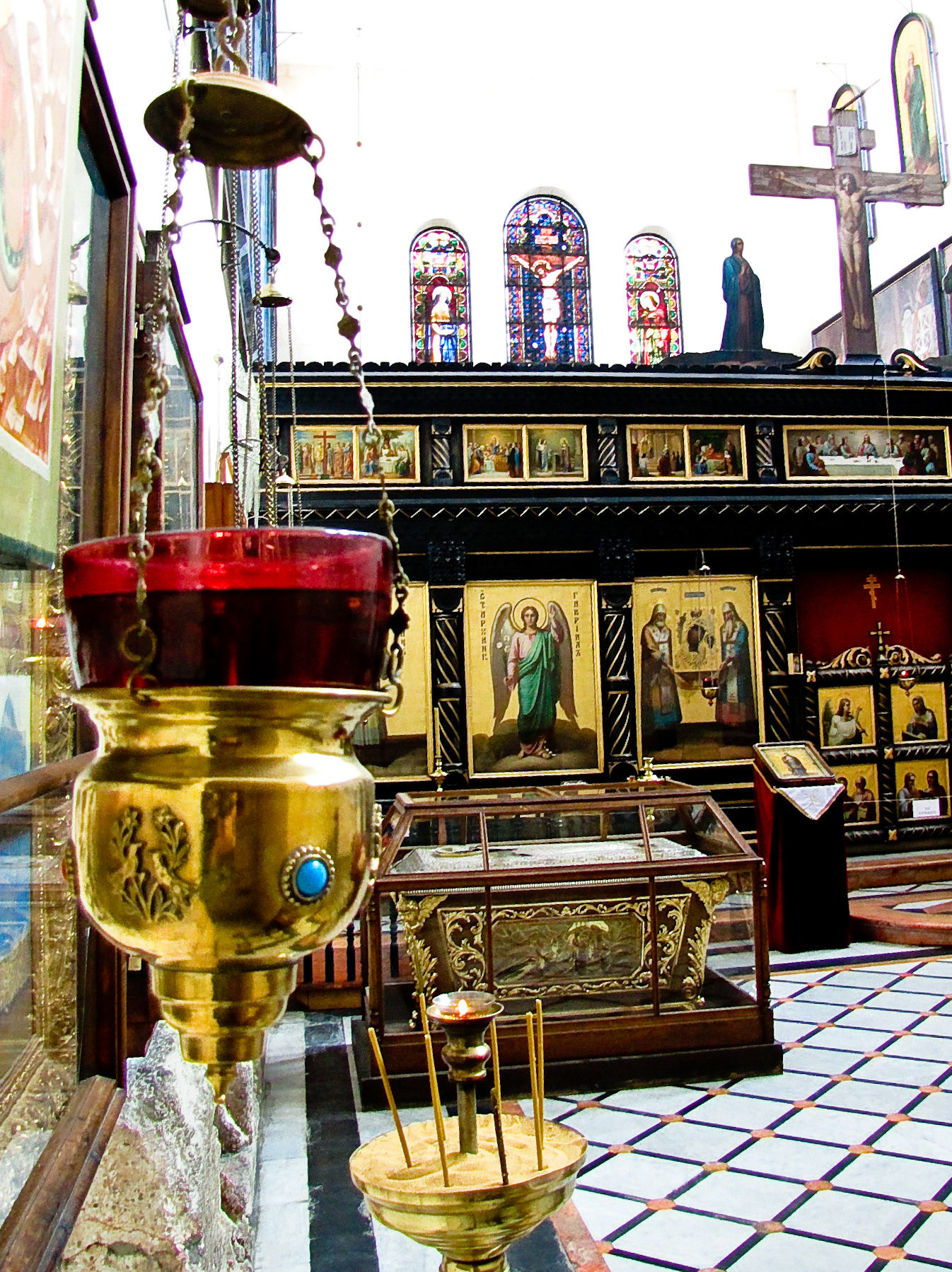
Интерьер

В 1884 году руководство ИППО решило покрыть святыню зданием, которое в начале назвали «Русским домом», а затем переименовали в Александровское подворье в память императора Александра III.
Строительные работы по возведению здания подворья продолжались с 1887 по 1891 год под руководством уполномоченных ИППО в Иерусалиме Дмитрия Смышляева (1886—1889) и Н. Г. Михайлова (1889—1896).
Общество приняло решение внести в архитектурный комплекс строящегося подворья домовый храм. Такое решение сохранялось в тайне от властей Османской империи и патриарха Иерусалимского Никодима из-за близости Русского места к Храму Гроба Господня и возможного противодействия в выдаче разрешения на строительство церкви. Информацию о строительстве церкви скрывали от турецких властей до 1890 года. Однако далее скрывать эту информацию стало невозможно, поскольку сам прямоугольный характер постройки нового русского здания невольно выдавал намерения его строителей.
В рамках планируемого визита в Святую Землю цесаревич Николай Александрович хотел лично попросить султана разрешить строительство храма. ИППО готовилось к приезду цесаревича, построив комплекс подворья площадью 1342 м² с ещё неблагоустроенной церковью. 5 сентября 1891 года состоялось торжественное освящение Александровского подворья, однако церковь ещё не была благоустроена, готовый для неё иконостас был прислонен к восточной стене в ожидании получения султанского разрешения-фирмана. Тем не менее, на тот момент на западных боковых стенах между окнами были поставлены до 30 икон русских и палестинских святых работы художника В. Ф. Пасхина. Под ними был установлен целый ряд икон с фигурами в человеческий рост работы художника Николая Кошелева, которые изображали страстную историю Христа от моления о чаше до положения во Гроб. В 1891 году из 18 икон Кошелева были готовы только пять.
Вопрос получения султанского фирмана откладывается ещё на 4 года. В 1894 году скончался Александр III. Председатель ИППО великий князь Сергей Александрович принял решение об увековечивании памяти Александра III в Иерусалиме строительством церкви во имя Святого Александра Невского на Русском месте в Иерусалиме. В результате переговоров с патриархом Иерусалимским Герасимом и турецкими властями вопрос урегулировался усилиями ИППО и МИД Российской империи вплоть до апреля 1896 года.
Торжественное освящение церкви Александра Невского было совершено 22 мая 1896 года патриархом Иерусалимским Герасимом в сослужении начальника Русской духовной миссии в Иерусалиме архимандрита Рафаила, многочисленного духовенства. В организации торжеств участвовали уполномоченный ИППО в Иерусалиме Н. Г. Михайлов со всеми работниками общества, Генеральный русский консул в Иерусалиме Алексей Круглов с работниками консульства и другие. Во время освящения в Троицком соборе в Иерусалиме и Спасо-Вознесенской церкви на горе Елеон был совершён Пасхальный звон. Секретарь ИППО Василий Хитрово 19 апреля 1896 года дал предписание уполномоченному ИППО в Иерусалиме Н. Г. Михайлову: «Наблюдите, чтобы по освящении еженедельного по четвергам в церкви Св. Александра Невского совершалась заупокойная панихида по Бозе почившем Государе и всем внесенным на поминальные доски в Русском доме. Дай Бог, чтобы начатое 15 лет тому назад дело пришло к благополучному окончанию».

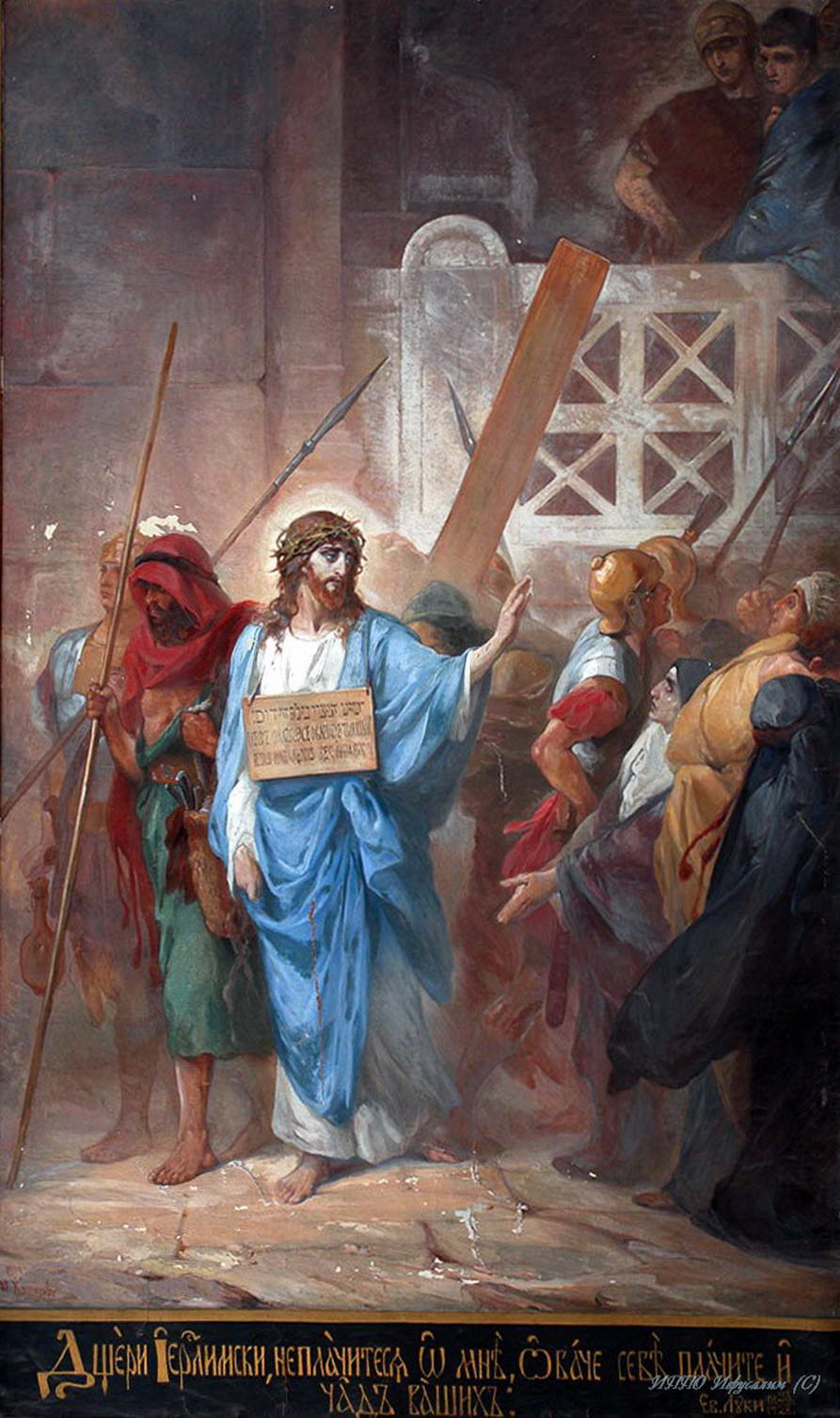
Не плачьте, дщери Иерусалимские!

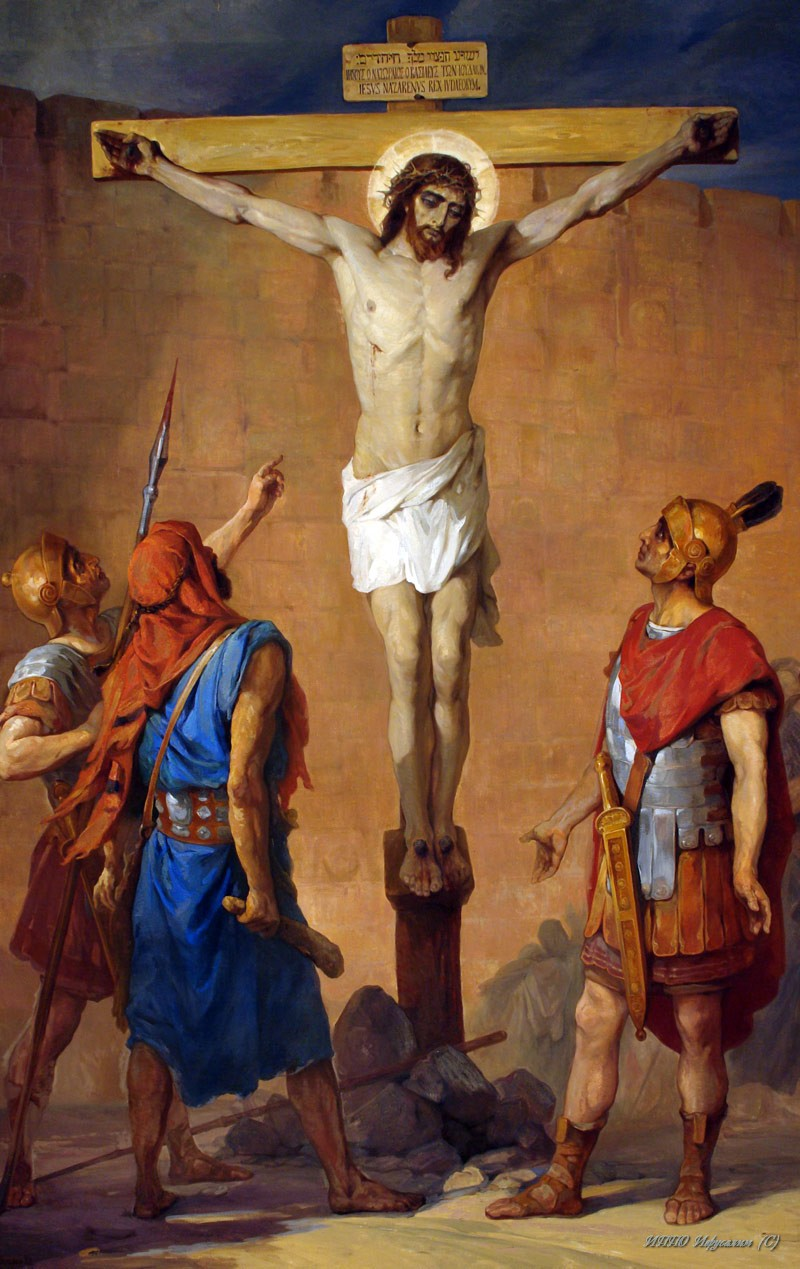
Прободение ребра Иисуса воином

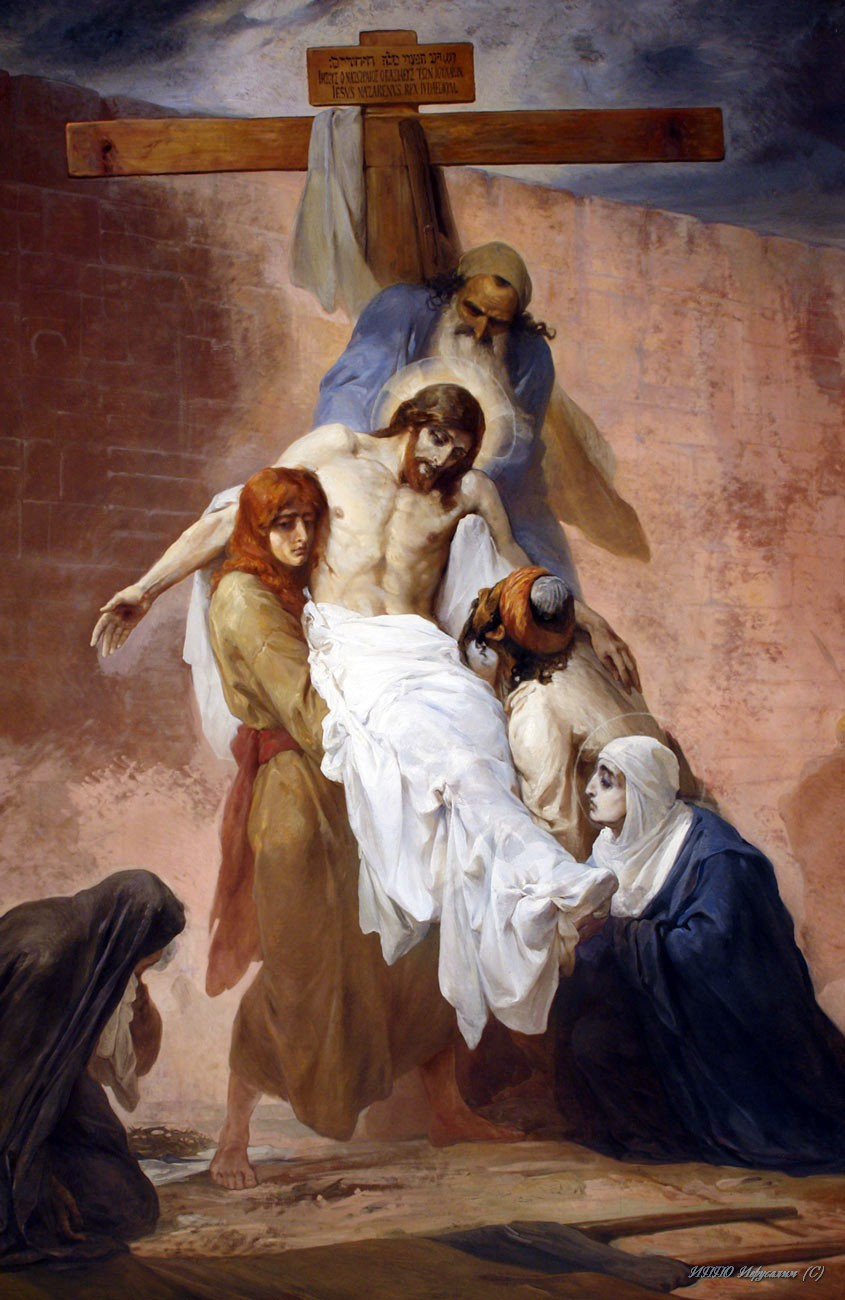
Снятие с Креста

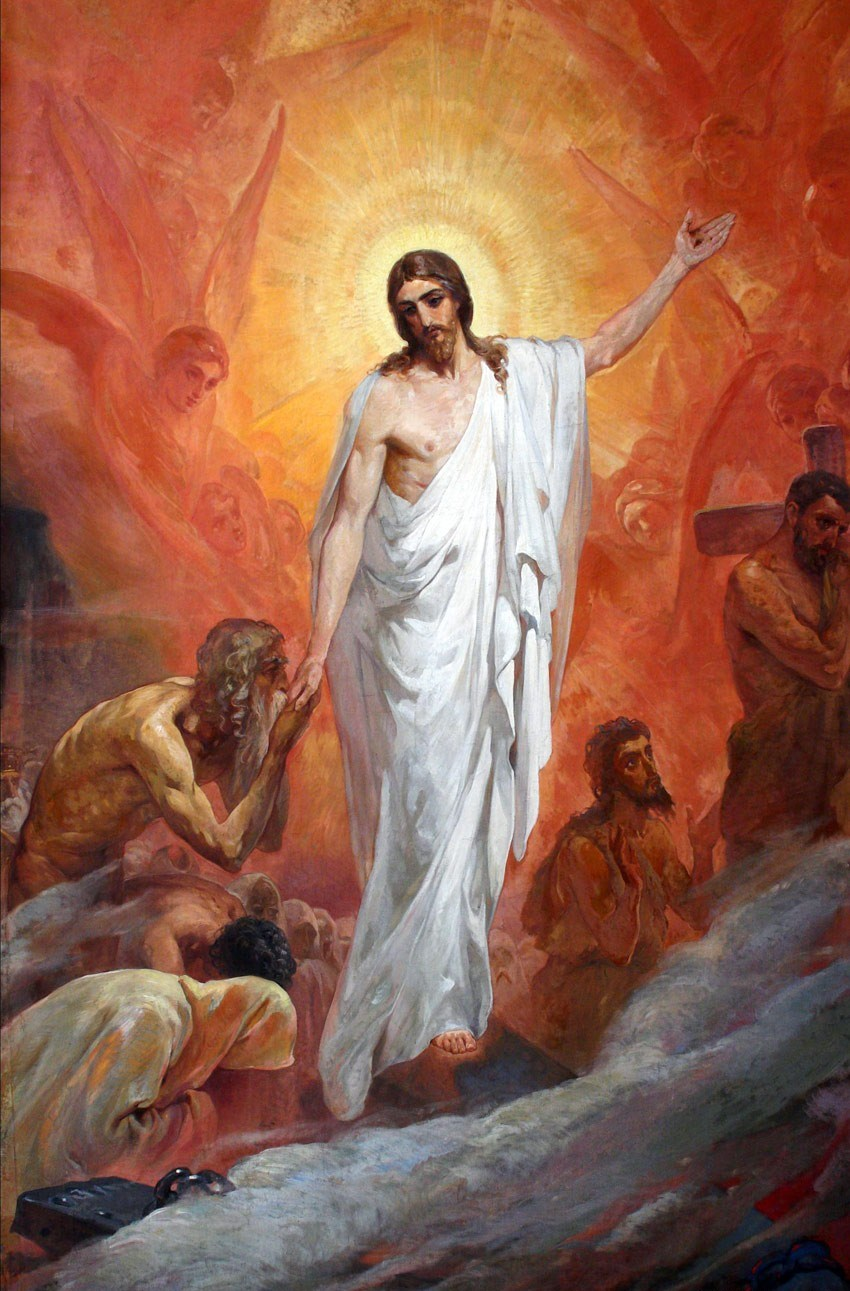
Сошествие в ад

## Внутреннее убранство
Храм имеет резной, двухрядный, деревянный иконостас. Высота пространства храма составляет 10 метров, длина 22 метра. В нижнем ряду иконостаса по обе стороны от Царских врат сохранились иконы Спасителя (справа), Божией Матери (слева), образ Спаса Нерукотворного (справа) и святители Филипп митрополит Московский и Иоанн, митрополит Киевский. Вверху Царских врат изображение Благовещения, внизу парные иконы четырёх евангелистов и апостолов Луки, Марка, Матфея и Иоанна. Икона святых архангелов Михаила и Гавриила, соседствуют с образами Иакова брата Господня по плоти и архидиакона Стефана — первого христианского мученика.
Второй ряд образов иконостаса представляют собой новозаветный ряд с великими двунадесятыми праздниками. Образ «Тайной вечери» объединяет композицию. На северной и южной стенах церкви, икона святых равноапостольных императоров Константина и Елены. На вершине иконостаса Распятие со Спасителем и предстоящими перед ним Божией Матерью и св. Апостолом Иоанном Богословом.
Всего в церкви было 82 образа и 205 предметов церковной утвари. В левой части храма находится Плащаница Спасителя, исполненная на полотне с золотой вышивкой — пожертвование из Петербурга. В самом центре храма напротив иконостаса находится часть колонн древней базилики Воскресения Господня IV в., которая на сегодняшний день используется как престол.

### Живописные образа
На продольных боковых стенах храм св. Александра Невского находятся 18 живописных образов (3 метра высоты и 2 метра ширины) работы профессора Санкт-Петербургской Академии художеств, члена Императорского православного палестинского общества Н. А. Кошелева.
- Христос в Гефсиманском саду (1890-е)
- Моление о чаше (1891)
- Лобзание Иуды (1890)
- Иисуса Христа ведуть на суд (1892)
- Отречение апостола Петра (1892)
- Обвинение Христа (1894)
- Иисуса Христа ведут к Пилату (1893)
- Пилат умывает руки (1895)
- Иисус Христос на допросе у Понтия Пилата (1895)
- Симон несёт Крест Спасителя (1900)
- Не плачьте, дщери Иерусалимские (1899)
- Перед Распятием (Шествие Иисуса на Голгофу) (1900)
- Распятие (Прободение ребра Иисуса воином) (1900-е)
- Снятие с креста (1897)
- Приготовление к погребению Иисуса Христа (1894)
- Богородица у Гроба Господня (Положение во Гроб) (1894)
- Жены мироносицы у Гроба Господня (Воскресение Христово) (1896)
- Сошествие во ад (1900)

Живописные иконы работы художника В. Ф. Пасхина
14 живописных икон в торце западной стены:
- Святитель Василий Великий
- Святой Василий Блаженный
- Преподобная Мария Египетская
- Преподобный Феодор Великий
- Святой Благоверный Александр Невский
- Святой Михаил митрополит Киевский
- Святая княгиня Ольга
- Святой Михаил Муромский
- Святая Мария Магдалина
- Святой Димитрий Прилуцкий
- Святая мученица София
- Святой мученик Леонид
- Святая Праведная Елисавета
- Преподобный Сергий Радонежский

Вдоль северной и южной стен храма 17 образов:
- Святой праведный Иоанн Предтеча
- Святой апостол Андрей Первозванный
- Святой влкм. Георгий Победоносец
- Преподобный Харитон Исповедник
- Преподобный Иоанн Дамаскин
- Преподобный Порфирий Газский
- Преподобный Варсонофий Великий
- Преподобный Кирилл Алевский
- Преподобный Иоанн Хозевит
- Преподобный Феоктист Спостник
- Преподобный Герасим Иорданский
- Преподобный Иларион Великий
- Преподобный Феодосий Великий
- Преподобный Савва Освященный
- Преподобный Евфимий Великий
- Святой равноапостольный Император Константин Великий
- Святая равноапостольная Императрица Елена